# Кирилка
Кирилка (Кирелка, в ГВР Криуша) — река в России, протекает по территории Лысковского, Кстовского и Большемурашкинского районов Нижегородской области, левый приток Сундовика.

## География и гидрография
Исток реки расположен в 2 км от деревни Красненькая, впадает в Сундовик возле села Колычево. Общее направление течения северо-восточное, длина реки 14 км. Ширина русла составляет 2—3 метра в среднем течении и 4—5 метра в приустьевой части. Течение слабое, дно в основном илистое, но в некоторых местах есть песок. Глубина реки от 0,3 до 1 метра. Часть реки перегорожена плотинами, на реке 5 прудов.

## Населённые пункты
Вдоль реки расположены населённые пункты:
- Игумновская Слобода
- Игумново
- Кожино
- Егорьевское
- Смолино
- Колычево

## Фауна
В реке водятся рыбы: щука, травянка, речной окунь, краснопёрка, карп, плотва, уклейка, язь, густера, линь, ротан, толстолобик (в прудах).

## Данные водного реестра
По данным государственного водного реестра России относится к Верхневолжскому бассейновому округу, водохозяйственный участок реки — Волга от устья реки Ока до Чебоксарского гидроузла (Чебоксарское водохранилище), без рек Сура и Ветлуга, речной подбассейн реки — Волга от впадения Оки до Куйбышевского водохранилища (без бассейна Суры). Речной бассейн реки — (Верхняя) Волга до Куйбышевского водохранилища (без бассейна Оки).
Код объекта в государственном водном реестре — 08010400312110000034981.

## Карты
- Лист карты N-38-6 Бол  Мурашкино. Масштаб: 1 : 100 000. Состояние местности на 1984 год. Издание 1989 г.
- Подробная карта автомобильных дорог Лысковского района и окрестных районов Нижегородской области. — Нижний Новгород: ФГУП «Верхневолжское аэрогеодезическое предприятие».